# Титан (железнодорожная станция)
Тита́н — станция Мурманского отделения Октябрьской железной дороги.
Расположена на территории посёлка Титан, в 6 км от города Кировск Мурманской области, на 13 км железнодорожной линии Апатиты-1 — Кировск-Мурманский.
Конечная станция на участке Апатиты-1 — Титан. Последняя станция, обслуживаемая ОАО «РЖД».
Ветка на станцию Айкувен электрифицирована переменным током, ветка на Кировск с 1999 года была лишена электрификации, но в настоящее время[когда?]

 она восстановлена.